# Parti populaire de la Grande Allemagne
Le Parti populaire de la Grande Allemagne (Großdeutsche Volkspartei - GDVP ou GdP) était un parti politique de la Première République d'Autriche.
Le parti, qui a existé de 1920 à 1934, était national allemand, völkisch, antimarxiste et antisémite. Il aspirait à l'ordre social d'une communauté populaire et défendait comme revendication politique centrale l'annexion de l'Autriche à l'Allemagne. L'électorat de ce parti de notables de classe moyenne provenait principalement de la bourgeoisie anticléricale des agglomérations urbaines, où les associations nationalistes allemandes constituaient d'importantes instances de socialisation. De 1921 à 1932, le Großdeutsche Volkspartei participa à la plupart des gouvernements en tant que partenaire de coalition et fournit trois vice-chanceliers. Au début des années 1930, le parti perdit une grande partie de sa base au profit du NSDAP autrichien (Nationalsozialistische Deutsche Arbeiterpartei Österreichs – Hitlerbewegung), avec lequel il s'allia en 1933.

## Programme
Lors de son congrès fondateur, le Großdeutsche Volkspartei adopta un programme électoral qui resta en vigueur jusqu'à la dissolution du parti et qui fut appelé "programme de Salzbourg", d'après le lieu du congrès. Au centre de ce document de base se trouvait une communauté populaire du "peuple allemand" qui restait à former. Comme tous les "Volksgenossen" devaient être mis à contribution pour réaliser cette communauté populaire (Volksgemeinschaft), la principale revendication politique du parti était l'annexion de l'Autriche au Reich allemand. Jusqu'au début du régime nazi en Allemagne en 1933, le parti savait que la majorité de la population autrichienne le soutenait sur cette question. Les dominations étrangères sur les zones de peuplement germanophones de l'ancienne monarchie austro-hongroise, définies dans les traités de paix de Saint-Germain et de Versailles, qualifiés de "diktat", étaient rejetées.
Le libéralisme était critiqué pour avoir relâché la cohésion de la communauté nationale en mettant unilatéralement l'accent sur les droits de l'individu par rapport aux droits de la communauté. Cet individualisme conduirait à une lutte concurrentielle de tous contre tous et atrophierait les vertus nécessaires à la cohésion interne du peuple. La social-démocratie ne s'oppose qu'en apparence à l'individualisme ; en réalité, sa conception de la lutte des classes fait partie du cercle d'idées individualistes, tout comme son pendant libéral, la lutte pour la compétitivité. Ici, les travailleurs poursuivraient impitoyablement leurs avantages individuels, là les entrepreneurs. Cela aurait pour effet d'affaiblir et de fragmenter la "force populaire" et de détourner le regard des véritables ennemis du peuple. Le parti rejetait donc la politique de classe et d'état et souhaitait au contraire trouver un équilibre entre les intérêts personnels et généraux au sein de la communauté du peuple.
La famille se voyait attribuer une position centrale dans la communauté du peuple, raison pour laquelle l'État devait créer des conditions cadres favorables aux familles. Les femmes devaient en premier lieu s'engager culturellement au sein de la famille. Un droit libéral du divorce était rejeté. En matière de politique culturelle, l'État doit créer la base nationale de la culture. Le matérialisme et le cléricalisme doivent être rejetés car ils mènent à l'internationalisme. Le parti chrétien-social avec son "internationalisme romain" et le parti ouvrier social-démocrate avec son "internationalisme moscovite" sont présentés comme étant dirigés par l'étranger, mais la religion elle-même est reconnue comme une composante culturelle.
En matière de politique éducative, l'objectif était d'uniformiser le système scolaire jusqu'à l'âge de 14 ans afin d'élever le niveau général de l'éducation. De manière générale, tous les enseignants devaient recevoir une formation universitaire. Sur le plan économique, la communauté nationale devait conduire à une "communauté de travail" dans laquelle les différents intérêts économiques devaient être équilibrés par des corps de représentation professionnels sur la base des organisations de chambres déjà existantes. L'État devait créer des conditions cadres favorables à un développement économique orienté vers le bien commun. Le capital formé dans l'économie nationale ne devait pas servir à la maximisation des profits des banques, mais devait profiter aux besoins de l'économie nationale. Il s'agissait d'éviter "l'envahissement par des capitaux étrangers" et d'établir "une relation aussi étroite que possible avec l'industrie du Reich allemand". Le capital financier était considéré comme l'ennemi du peuple travailleur. Dans la pratique, ces déclarations antilibérales et anticapitalistes ne furent pas suivies de manière très conséquente, l'industrie étant l'un des principaux bailleurs de fonds du parti. Ainsi, l'intérêt sur le capital était théoriquement rejeté comme injuste, car non mérité, mais accepté comme manifestement nécessaire sur le plan économique.
Comme en 1920, on espérait encore une union avec le parti paysan national allemand, le programme du parti contenait un chapitre détaillé sur la politique agricole, dans lequel on demandait la création d'une commission des transactions foncières pour la création et le maintien d'exploitations agricoles viables, une modification du droit de succession vers un droit d'héritage, la création de coopératives agricoles et l'approvisionnement de celles-ci en crédits avantageux par des caisses d'épargne régionales.
Le GDVP était le parti de la Première République qui, dans son programme, s'adonnait de la manière la plus détaillée aux ressentiments et aux stéréotypes antisémites. Ainsi, le judaïsme est présenté comme un corps étranger qui détruit la communauté nationale et dont l'influence néfaste doit être combattue. La vision du monde de l'individualisme et ses formes de libéralisme et de socialisme étaient considérées comme la création d'un judaïsme qui n'aspirait qu'à un avantage personnel et qui ne se souciait pas des besoins de la collectivité. Ces prétendus traits de caractère étaient postulés comme des "particularités raciales juives", un antisémitisme racial était ouvertement défendu. Par des métaphores animales déshumanisantes, les Juifs étaient désignés comme des "parasites du corps économique" du "peuple hôte", qui dominaient la vie économique et culturelle de l'Autriche depuis la Première Guerre mondiale. La communauté populaire à laquelle ils aspiraient ne pouvait donc se faire que contre les juifs. Le GDVP était le seul parti représenté au Conseil national à inclure un paragraphe sur l'aryanisme dans ses statuts.
Comme couleurs du parti, le Großdeutsche Volkspartei arborait les couleurs fédérales noir-rouge-or, qui remontent à la révolution allemande de 1848.

## Histoire

### Antécédents et fondation
Dès les dernières années de la monarchie des Habsbourg, l'hégémonie culturelle du mouvement nationaliste allemand avait été ébranlée par la consolidation des associations catholiques et la montée du parti social-chrétien (Christlichsozialen Partei - CSP). Le nationalisme allemand était ancré dans le système associatif qui, en tant que faisceau d'associations d'intérêts autonomes, de groupes professionnels et d'orientations idéologiques, ne faisait pas l'objet d'une organisation politique de parti globale. De ce fait, le camp national allemand n'a jamais donné naissance à un parti de masse consolidé, comme l'ont fait le catholicisme politique avec le CSP et la social-démocratie avec le Parti ouvrier social-démocrate (Sozialdemokratischen Arbeiterpartei - SDAP). Cela s'explique également par les conflits capital/travail et ville/campagne, qui ont donné naissance à trois milieux différents au sein du camp national allemand, dont un parti ouvrier allemand indépendant et un parti agraire allemand. Parallèlement, il existait plusieurs autres partis nationalistes allemands qui, malgré des tentatives répétées, n'ont pas réussi à former un parti unifié commun.
Dans l'ensemble, les représentants du nationalisme allemand formaient cependant le camp le plus fort parmi les députés germanophones du Reichstag à la fin de la domination des Habsbourg, qui constituèrent le 21 octobre 1918 l'Assemblée nationale provisoire pour l'Autriche allemande. Avec Franz Dinghofer, ils ont fourni le premier président de l'Assemblée nationale et avaient également la majorité au Conseil d'État. La disparition des régions germanophones dans les pays de la couronne de Bohême fit cependant perdre aux nationaux allemands leurs bastions, ce qui se traduisit par un nombre de mandats nettement plus faible après les élections à l'Assemblée nationale constituante en février 1919 : L'électorat de l'association autrefois la plus forte au Reichsrat fut relégué au troisième camp dans la jeune république, derrière ceux du CSP et du SDAP. Pour éviter de sombrer dans l'insignifiance, il était nécessaire d'unifier le camp fragmenté. Dinghofer, désormais troisième président de l'Assemblée nationale, initia une communauté de travail parlementaire de plusieurs groupements et mandataires sans appartenance directe à un parti. Ce regroupement, appelé "Großdeutsche Vereinigung", devint la cellule de base du GDVP. Dans un premier temps, le 19 octobre 1919, "l'Association nationale allemande pour l'Autriche, l'Association pangermanique pour la Marche orientale" (Deutschnationale Verein für Österreich, der Alldeutsche Verein für die Ostmark) de Josef Ursin et l'"Association populaire allemande" (Deutsche Volksbund) de Leopold Waber s'unirent pour former le Parti national allemand (Deutschen Nationalpartei). Les 7 et 8 août 1920, le "Parti national-démocrate" (Nationaldemokratische Partei) d'August Wotawa, Hermann Kandl et Felix Frank ainsi que de nombreux partis régionaux y adhérèrent également. Le 8 août 1920, la direction du Reichsparteil du Großdeutsche Volkspartei fut également constituée. Lors d'un congrès du 5 au 7 septembre 1920, le Großdeutsche Volkspartei fut officiellement fondé, réunissant désormais 17 groupements nationalistes allemands.

### Le parti au gouvernement
Avant les élections nationales du 17 octobre 1920, le Großdeutsche Volkspartei regroupait une bonne partie du mouvement nationaliste allemand. Pour une unification complète du camp nationaliste allemand, il aurait fallu l'adhésion du "Parti des paysans autrichiens" (Deutschösterreichischen Bauernpartei) et du "Parti national-socialiste des travailleurs" (Nationalsozialistischen Arbeiterpartei), ce qui n'a pas eu lieu. Lors des élections, 20 mandats ont été obtenus. Le parti refusa d'entrer au gouvernement, mais soutint le gouvernement minoritaire Mayr II des chrétiens-sociaux formé le 20 novembre 1920, car celui-ci répondait au souhait de la Grande Allemagne d'un "gouvernement d'experts", et intégrait huit fonctionnaires sans parti dans le cabinet. Avant même les élections, l'Assemblée nationale constituante avait adopté à l'unanimité, le 1er octobre 1920, une résolution demandant au gouvernement fédéral d'organiser dans les six mois un référendum sur le rattachement de l'Autriche à l'Allemagne. Le gouvernement Mayr II ne s'y conforma pas par égard pour la situation de la politique étrangère et la nécessité d'obtenir des crédits de l'étranger, raison pour laquelle les parlements régionaux du Tyrol et de Salzbourg décidèrent - après une agitation assidue des partisans régionaux du GDVP - d'organiser leurs propres référendums. Le chancelier fédéral Michael Mayr a supplié les députés chrétiens-sociaux et de la Grande Allemagne de renoncer au vote prévu afin de ne pas compromettre les négociations de crédit en cours. N'ayant pas obtenu gain de cause et un vote ayant également été programmé en Styrie, il démissionna le 1er juin 1921.
Le CSP et le GDVP se mirent d'accord sur la poursuite des affaires gouvernementales par un cabinet de fonctionnaires, dans lequel les deux partis auraient chacun un représentant. Dans ce gouvernement Schober I, c'est donc le Grand-Allemand Leopold Waber qui devint ministre de l'Intérieur. Les Grands-Allemands s'indignèrent cependant du traité de Venise d'octobre 1921, qui prévoyait un référendum à Ödenburg, à la suite duquel Ödenburg resta dans le giron hongrois. Ils accusèrent à nouveau le chancelier Johann Schober de trahir les intérêts de la population germanophone après avoir conclu le traité de Lana en décembre 1921. Lors de l'examen parlementaire du traité de Lana en janvier 1922, le parti refusa de soutenir Schober et Waber démissionna de son poste de ministre de l'Intérieur. Le traité fut certes adopté au Parlement avec les voix du CSP et du SDAP, mais Schober démissionna face à l'opposition des Grands-Allemands afin de les inciter à réintégrer un nouveau gouvernement sous sa direction. Le GDVP resta cependant dans l'opposition, le rejet de Schober au sein de la base du parti étant trop important. Pendant le deuxième gouvernement Schober, des contacts intensifs ont été entretenus avec les chrétiens-sociaux afin d'opérer un renversement de Schober et de former ensuite un gouvernement commun. Le CSP ne voulait cependant pas renoncer à Schober dans un premier temps, car l'Entente avait négocié l'octroi de crédits avec le maintien de Schober au gouvernement.
En mai 1922, à la suite d'une pression croissante, y compris de la part des sociaux-démocrates, le gouvernement changea tout de même. Ignaz Seipel, le président du CSP, se mit d'accord avec le GDVP sur un programme de travail et lors d'un congrès du parti à Graz, une grande majorité vota pour l'entrée dans un gouvernement de coalition dirigé par Seipel. Dans ce gouvernement Seipel I, les Grands-Allemands ont pour la première fois nommé Felix Frank vice-chancelier. Bien que Seipel ait laissé une grande liberté aux Grands-Allemands dans leur propagande d'adhésion, la direction du parti dut accepter en octobre 1922 l'interdiction d'adhésion comme condition des protocoles de Genève afin d'obtenir l'emprunt dont elle avait un besoin urgent. En cas de refus, le président du parti Hermann Kandl prévoyait la formation d'une grande coalition dans laquelle le CSP et le SDAP approuveraient ensemble les protocoles de Genève. Cependant, si le résultat final était le même, le GDVP se retrouverait alors à l'écart politique, il serait donc préférable de mener l'affaire sous sa propre collaboration et son propre contrôle et de conserver son influence au sein du gouvernement. Une autre condition des protocoles était la suppression d'environ 100 000 fonctionnaires, ce qui touchait particulièrement la clientèle de la Grande Allemagne. La conséquence fut une défaite électorale lors des élections nationales de 1923, où le nombre de mandats du parti diminua de moitié. Bien que Seipel ait permis au GDVP de poursuivre la coalition avec le même rapport de force, des tensions sont apparues au sein du parti et le président du parti, Kandl, a proposé de démissionner. A Vienne, l'"association des nationaux allemands" (Deutschnationale Volkspartei) dirigée par Karl Hermann Wolf se sépara et fonda temporairement son propre parti populaire national allemand avant de rejoindre à nouveau le GDVP au bout d'un an environ.
Après la démission de Seipel en 1924, la direction du parti décida à une courte majorité de poursuivre la coalition sous le chancelier chrétien-social Rudolf Ramek avec Leopold Waber comme vice-chancelier. Durant cette période, plusieurs scandales bancaires impliquant des chrétiens-sociaux et, dans une moindre mesure, des Grands-Allemands éclatèrent. Lorsque les fonctionnaires réclamèrent des salaires démesurés en 1926 et qu'ils furent soutenus par le GDVP, Ramek se vit contraint de démissionner le 15 octobre 1926.
Au sein du GDVP, les représentants de la ligne gouvernementale s'opposaient à nouveau aux partisans du rôle d'opposition. Certaines organisations régionales craignaient qu'en restant dans la coalition, le poids des scandales financiers sociaux-chrétiens ne se répercute sur leur propre parti. De plus, l'opposition offrirait de meilleures possibilités de se profiler. Le président du parti, August Wotawa (professeur d'enseignement secondaire), a fait valoir que Seipel pourrait éliminer les éléments corrompus au sein du CSP et garantir un meilleur gouvernement de coalition sous sa chancellerie. L'organisation régionale de Vienne, qui siégeait dans l'opposition avec les chrétiens-sociaux dans la Vienne la rouge, demandait la formation d'un bloc antimarxiste commun afin d'empêcher la propagation des conditions politiques viennoises au niveau fédéral. L'Association nationale allemande de Walter Riehl, qui se trouvait en communauté électorale avec le GDVP, argumentait de manière similaire. Après d'intenses discussions, les représentants du maintien d'un bloc bourgeois s'imposèrent, et l'on parvint à entrer dans un nouveau gouvernement fédéral dirigé par le chancelier Seipel. Celui-ci résolut la thématique des salaires des fonctionnaires en novembre 1926 en lançant un appel efficace à la responsabilité politique du Grand Parti populaire allemand, à savoir chercher l'équilibre sur toutes les parties de la population et ne pas grever le budget de l'État dans l'intérêt d'une seule classe.
Avec le mauvais souvenir de la défaite électorale de 1923 en tête, le GDVP salua la formation d'une alliance électorale avec le CSP et de petits groupements antimarxistes pour les élections au Conseil national du 24 avril 1927. Cette liste unique garantissait la survie parlementaire du parti, mais l'entrée du Landbund au gouvernement réduisait son influence. Malgré le contexte idéologique commun, des tensions internes au gouvernement apparurent. Alors que les Grands-Allemands se considéraient comme un parti d'État, le Landbund se voyait avant tout comme un parti d'intérêts agricoles. Afin de pouvoir s'appuyer sur une base électorale plus large pour les prochaines élections, la formation d'un front national uni a été envisagée et un accord a été conclu en 1928 avec le groupe national-socialiste Schulz pour une future candidature commune tout en préservant l'indépendance de chaque parti.
Une partie du parti était mécontente de certaines positions du leader politique de la Grande Allemagne, Franz Dinghofer, qui avait remplacé Waber au poste de vice-chancelier le 20 octobre 1926 et qui était ministre de la Justice depuis le 31 août 1927. Ainsi, certains membres du parti critiquèrent l'attachement inconditionnel de Dinghofer à la coalition et lui reprochèrent sa position sur la question de la culpabilité dans la fusillade mortelle de Schattendorf, où il s'était prononcé contre les combattants du front et donc contre la ligne du parti. En été 1928, le club des députés de la Grande-Allemagne l'obligea à démissionner dans le cadre de l'affaire Béla Kun.
Des tensions croissantes sont également apparues dans les relations avec le partenaire social-chrétien de la coalition. Ils se sentaient ignorés dans la question de l'élection de Wilhelm Miklas à la présidence fédérale, ainsi que dans la question de la rémunération des fonctionnaires, importante pour leur propre électorat. De plus, on observe une influence chrétienne-sociale croissante dans l'appareil administratif de l'État. L'appel à la dissolution de la coalition s'est fait de plus en plus fort, surtout dans les organisations régionales. En revanche, le club parlementaire s'imposa et, après la démission de Seipel, le gouvernement fédéral Streeruwitz fut formé avec la participation de la Grande-Allemagne. Le chancelier Ernst Streeruwitz dut démissionner dès septembre 1929 en raison de l'opposition farouche des Heimwehren et du Landbund. Pour lui succéder, les Grands-Allemands soutiennent à nouveau Schober, qui n'est entre-temps plus considéré comme un ennemi et que le parti avait déjà mis en avant en 1928 comme candidat à la présidence contre Miklas. De plus, un chancelier fédéral sans parti offrait la possibilité de se libérer quelque peu de l'emprise des chrétiens-sociaux. Comme le Landbund et l'aile droite des chrétiens-sociaux plaidaient également en faveur de Schober, et que Schober lui-même avait promis en coulisses des concessions à des groupes importants en cas d'élection, le gouvernement fédéral Schober III fut formé en septembre 1929. Les nombreuses promesses ne purent cependant pas être tenues, les Heimwehren en particulier se sentirent trahis par Schober et déclarèrent en mai 1930, avec le serment de Korneuburg, leur rejet du parlementarisme et de l'Etat des partis. Parmi les Grands Allemands, qui exerçaient dans certaines régions une grande influence sur les Heimwehren, la crainte d'un propre parti de Heimwehren comme concurrent politique de droite se fit jour. C'est pourquoi Hans Schürff demanda au parti de déclarer qu'il restait le promoteur et le camarade de combat de la Heimwehr.
En septembre 1930, les chrétiens-sociaux renversèrent le gouvernement Schober, car ils craignaient la formation d'une large alliance germano-nationale avec le GDVP, le Landbund, les nationaux-socialistes et une partie du Heimwehr sous la direction de Schober, ce qui entraînerait des pertes pour le CSP lors des élections nationales tournantes de 1932. Le gouvernement minoritaire CSP suivant Vaugoin, décida d'organiser des élections anticipées le 9 novembre 1930. Le Heimwehr se présenta effectivement aux élections avec le "Heimatblock" comme parti à part entière. Les Grands-Allemands, le Landbund et de petits groupes antimarxistes se présentèrent ensemble sous la direction de Schober dans l'alliance électorale du Bloc économique national et du Landbund et obtinrent 19 mandats. Dix d'entre eux revinrent aux Grands-Allemands, qui durent cependant en laisser un à Johann Schober, officiellement sans parti, et un autre au vice-président de la Chambre de commerce de Vienne, Josef Vinzl, qui avait largement contribué à la formation du Bloc économique national. Sous la direction de Schober, les Grands Allemands entrèrent dans le gouvernement fédéral d'Ender. Schober était convaincu que la capacité de survie de l'Autriche dépendait de son intégration dans un espace économique plus vaste. Conforté dans cette idée par le début de la crise économique mondiale, il voulut établir une coopération économique plus étroite avec l'Allemagne, et préparer ainsi l'annexion étatique et administrative qui n'avait pas encore été autorisée. L'échec de cette union douanière austro-allemande provoqua rapidement des turbulences au sein de la coalition. L'effondrement de la Credit-Anstalt et la question de son assainissement ont révélé les divergences internes à la coalition. En raison de la prise en charge de la responsabilité de l'État, le gouvernement a dû procéder à des économies massives, qui ont particulièrement touché les fonctionnaires, qui constituaient le cœur de l'électorat du GDVP. Les tentatives du parti d'obtenir une contribution plus élevée de l'industrie, de l'agriculture et des employés des Länder et des communes en faveur des fonctionnaires échouèrent. Après l'adoption par le Conseil des ministres d'un impôt sur les salaires des fonctionnaires fédéraux, alors que le ministre de la Justice du GDVP, Schürff, était absent pour cause de maladie, les membres du gouvernement se sentirent snobés et décidèrent de retirer Schürff du gouvernement. Le gouvernement Ender s'effondra finalement en juin 1931 à la suite du refus de la Ligue rurale d'approuver les garanties fédérales pour le Credit-Anstalt. Dans le gouvernement suivant (Buresch I), les Grands-Allemands acceptèrent, contre l'humeur de la base du parti, de réduire de cinq pour cent les salaires des fonctionnaires, par raison d'Etat et pour ne pas être tenus pour responsables de l'échec du gouvernement. Mais en novembre 1931, la pression de la base, encouragée par l'agitation des nationaux-socialistes, était si forte que le club des députés et la direction du parti décidèrent de quitter le gouvernement dès qu'une "forme appropriée" serait trouvée. Dans une résolution de politique étrangère, le revirement fut évoqué : l'union douanière avait été mise en échec par la France et des "amis des Français" dans le pays tenteraient désormais de provoquer un changement de la politique étrangère dans le sens de la France et une restauration des Habsbourg par le biais d'une confédération danubienne. Une telle "politique non-allemande" signifierait la "disparition totale de la précieuse tribu autrichienne allemande sur le plan ethnique et économique". Après avoir déjà été menacés de quitter le parti lors d'un congrès extraordinaire en décembre 1931, les Grands-Allemands quittent effectivement le gouvernement le 27 janvier 1932, qui démissionne alors.

### Opposition et fin
Lors des élections régionales du 24 avril 1932 à Vienne, en Basse-Autriche et à Salzbourg, ainsi que le 6 novembre 1932 dans le Vorarlberg, les Grands-Allemands perdirent la quasi-totalité de leur électorat et sombrèrent dans l'insignifiance politique. Le passage dans l'opposition et l'agitation contre l'emprunt de Lausanne ne purent empêcher les anciens électeurs du GDVP de se tourner en grande partie vers le NSDAP. Grâce à une rhétorique radicale et à l'appel au "sens de l'honneur national", le NSDAP parvint à fédérer les différents groupes d'intérêts nationalistes allemands. Les défaites électorales firent naître des doutes quant au bien-fondé de la sortie du gouvernement et la question de la réintégration dans un gouvernement fut mise en discussion. Une invitation à participer au gouvernement sous Engelbert Dollfuß échoua cependant à cause du catalogue de revendications de la Grande Allemagne, avec des exigences irréalisables dans le domaine de la politique étrangère. L'emprunt de Lausanne fut érigé en question de destin, l'acceptation des conditions qui y étaient liées fut déclarée trahison de la "communauté de destin inconditionnelle avec les Volksgenossen dans le Reich allemand". Au sein du parti, le rejet n'était pas aussi unanime que ce qui était présenté à l'extérieur, mais certains députés éminents du parti menacèrent de quitter le club parlementaire si une entrée au gouvernement était tout de même décidée. Le parti est donc resté dans l'opposition, mais des lignes de fracture sont apparues clairement au sein du parti. Les représentants de l'économie ont critiqué le rejet pur et simple de l'emprunt, sans proposer d'alternatives. Ils rappelèrent l'action responsable de l'Etat lors de l'emprunt de Genève de 1922, également mal aimé.
À partir de l'été 1932, des questions existentielles se posèrent face à l'effritement des organisations nationales et aux difficultés financières. Sous la direction du président du parti régional de Vienne, Emil van Tongel, sept membres des directions des partis régionaux de Vienne et de Basse-Autriche passèrent au NSDAP. Grâce à une réorganisation et une centralisation des structures fédéralistes, le GDVP voulait désormais s'affirmer comme un mouvement de rassemblement national face au NSDAP, mais n'osa pas lancer une offensive de rassemblement, car on s'attendait à des actions de perturbation massives de la part des nationaux-socialistes. En se liant étroitement avec le Parti populaire national allemand, dont il recevait des aides financières, le GVDP voulait échapper à la ruine. Mais dès le début de l'année 1933, il était clair qu'il ne fallait plus espérer de soutien de la part de l'Allemagne. Les organisations régionales de Styrie et de Haute-Autriche firent pression pour une entente avec le NSDAP afin de pouvoir survivre politiquement dans le cadre d'un nouveau front national. Face à l'union apparemment prometteuse du "Steirischer Heimatschutz", du NSDAP, du "Kärntner Heimwehr" et du "Bund Oberland" en avril 1933 pour former le "Grossdeutsche Front", la direction du parti entama des négociations avec ce dernier. Le 15 mai, le résultat des négociations fut l'annonce de l'union au sein du Front national de lutte. Cela signifiait de facto l'auto-abandon du parti, qui renonçait dans l'accord à conserver une forme d'organisation indépendante et approuvait le passage de ses membres au NSDAP. De même, les fonctions politiques occupées par le GDVP devaient pouvoir être exploitées dans l'esprit du front de bataille, les réunions publiques du parti n'étant plus organisées que dans le cadre du front de bataille. L'objectif politique était d'organiser de nouvelles élections, la victoire du Front de lutte national et la réalisation de l'Anschluss. Malgré l'indépendance formelle du GDVP au sein de l'alliance, le parti devint de fait une annexe du NSDAP. Lorsque le NSDAP fut interdit peu après, le 19 juin 1933, le GDVP espérait pouvoir servir d'intermédiaire entre le NSDAP illégal et le gouvernement de Dollfuß et ainsi obtenir, en tant qu'élément d'équilibre, l'entrée du Front national de lutte au gouvernement. Les négociations à ce sujet n'aboutirent pas, Dollfuß ayant trouvé un allié puissant en la personne de Benito Mussolini.
À l'automne 1933, les Grands-Allemands durent abandonner tout espoir de participation au gouvernement. Fin mars 1934, la direction du parti comprit que le parti n'avait plus aucun rôle à jouer dans la future Autriche de l'Etat corporatif. Le parti fit sa dernière apparition publique lors de la session du parlement restreint du 30 avril 1934, lorsqu'un acte parlementaire devait donner un vernis de légalité à la nouvelle constitution autoritaire. Les quelques députés de la Grande Allemagne présents refusèrent cependant de donner leur accord. Le même mois, il fut décidé de créer des associations apolitiques comme organisations de remplacement du parti, afin de préserver les structures de base du parti après l'entrée en vigueur de la nouvelle constitution. Des associations populaires ou des fédérations populaires furent créées dans les Länder et perdurèrent jusqu'en 1936, à l'exception de la Carinthie, où l'organisation régionale fut officiellement dissoute le 30 décembre 1934. En 1936, en raison des soupçons de la Direction générale de la sécurité publique selon lesquels les associations n'étaient que des organisations de parti camouflées du Parti populaire de la Grande Allemagne, le gouvernement ordonna leur changement de nom et la modification de leurs statuts. Par la suite, la plupart de ces associations, qui de toute façon n'existaient presque plus que sur le papier, se sont dissoutes. La plupart de leurs responsables s'étaient retirés dès 1934 ou avaient rejoint le NSDAP, comme l'ancien électorat.

## Membres et électeurs
Pour des raisons techniques, il est temporairement impossible d'afficher le graphique qui aurait dû être présenté ici.

En raison de l'hétérogénéité du milieu et de la fragmentation du camp national allemand, le GDVP n'a jamais réussi à mobiliser les masses. Les porteurs de l'idéologie étaient des représentants d'une bourgeoisie anticléricale résidant dans les zones urbaines et semi-urbaines. Les fonctionnaires, les enseignants, les commerçants et les professions libérales dominaient par rapport aux employés, aux aides de commerce et aux ouvriers. Dans les capitales régionales en particulier, le milieu national allemand s'est densifié en raison du système associatif national qui y existait ; les clubs de gymnastique, les associations de chanteurs, les burschenschaften et les clubs alpins étaient d'importantes instances de socialisation secondaires.
Le degré d'organisation du Großdeutsche Volkspartei n'est pas précisément quantifiable, ce qui s'explique notamment par le fait qu'au niveau fédéral et régional, le parti s'est présenté dans la moitié des scrutins dans le cadre d'alliances électorales. Au niveau fédéral, le GDVP ne s'est présenté de manière indépendante qu'en 1920 et 1923. Le GDVP était un parti de notables et son degré d'organisation se situait entre celui des électeurs et celui des membres. Le nombre de ses membres a connu de fortes fluctuations au fil du temps. Les points forts régionaux se trouvaient à Vienne, en Basse-Autriche, en Haute-Autriche et en Styrie, dans les autres Länder, le parti n'avait qu'un faible taux d'organisation. Environ 45% des membres du parti vivaient à Vienne ou en Basse-Autriche.
Afin d'assurer et de mobiliser son électorat, le travail du parti fut professionnalisé et des canaux d'information propres furent créés. En 1921, le parti employait 30 personnes, ce qui représentait environ un cinquième de l'appareil du parti social-démocrate. À partir de 1924, il existait une propre école du parti pour la relève politique. Plusieurs journaux assuraient un travail de relations publiques indépendant des services de renseignements internationaux considérés comme "judaïques", comme le Deutschösterreichische Tages-Zeitung, les Wiener Neuesten Nachrichten, le Deutsche Zeit et le Pressemitteilungsdienst, organes officiels du parti, ainsi que huit autres quotidiens ou hebdomadaires proches du parti.
Les enseignants, les fonctionnaires et les hommes d'affaires dominaient parmi les mandataires et la direction du parti, ces derniers étant généralement aussi membres de corporations nationalistes allemandes - les 14 ministres nommés par le parti étaient ainsi issus de telles organisations. Sous la direction du professeur d'enseignement secondaire August Wotawa, l'influence du corps enseignant au sein du parti augmenta, si bien qu'en 1930, les enseignants représentaient déjà 50 % des députés de la Grande Allemagne. La structure d'âge des élites fonctionnelles indiquait un net vieillissement du parti : La moyenne d'âge de ses fonctionnaires était de 54 ans en 1930/31. Dans la lutte pour la jeunesse, le parti était donc désespérément inférieur au NSDAP, dont la moyenne d'âge était alors de 36 ans.

## Présidents de parti
- 1920–1924 : Hermann Kandl
- 1924–1930 : August Wotawa
- 1930–1931 : Hans Schürff
- 1931–1934 : Hermann Foppa

## Source
- (de) Cet article est partiellement ou en totalité issu de l’article de Wikipédia en allemand intitulé « Großdeutsche Volkspartei » (voir la liste des auteurs).